# (1235) Schorria
(1235) Schorria – planetoida z grupy przecinających orbitę Marsa okrążająca Słońce w ciągu 2 lat i 234 dni w średniej odległości 1,91 au. Została odkryta 18 października 1931 roku w Landessternwarte Heidelberg-Königstuhl w Heidelbergu przez Karla Reinmutha. Nazwa planetoidy pochodzi od Richarda Schorra (1867-1951), niemieckiego astronoma. Przed nadaniem nazwy planetoida nosiła oznaczenie tymczasowe (1235) 1931 UJ.